# Balfour (plaats in Nieuw-Zeeland)
Balfour is een kleine plaats in de regio Southland op het Zuidereiland van Nieuw-Zeeland. Balfour ligt tussen de heuvels van Hokonui en de Mataura-rivier aan de "Highway 94" tussen Gore en Queenstown.
Balfour is een populaire plek voor forelvissers.